# Horní Studénky
Horní Studénky (německy Studinke) jsou obec v okrese Šumperk v Olomouckém kraji. Leží tři kilometry jihovýchodně od Štítů a třináct kilometrů severozápadně od Zábřehu. Nadmořská výška kolísá mezi 460–600 metrů, u kostela činí 578 metrů. Žije zde 343 obyvatel.

## Historie
První písemná zmínka o obci pochází z roku 1353. Je zřejmé, že obec byla osídlena i před tímto datem. Kostel je doložen již v roce 1531. Kostel zasvěcený svatému Leonardovi, který byl známým poutním místem, byl postaven 1666–1672 a nahradil starší, dřevěný. První zmínka o poutích je už z roku 1620. V roce 1734 byly postaveny ambity kolem kostela, které měly chránit poutníky před nepohodou. Od tohoto roku se dají sledovat i její šlechtičtí majitelé. Fara v dnešní podobě stojí od roku 1788. Škola v obci byla už před rokem 1786. V roce 1908 se přemístila výuka do nové budovy, ve které se učí dodnes.

## Obyvatelstvo
Obyvatel měly Horní Studénky v roce 1771 celkem 439, roku 1800 pak 596, roku 1834 jich bylo 748, v roce 1930 jejich počet činil 556, v roce 1938 pak 503. Po roce 1945 se odstěhovalo 46 rodin do pohraničí a tím počet obyvatel k 31. prosinci 1970 klesl na 420.
| Rok            | 1869 | 1880 | 1890 | 1900 | 1910 | 1921 | 1930 | 1950 | 1961 | 1970 | 1980 | 1991 | 2001 | 2011 | 2021 |
| -------------- | ---- | ---- | ---- | ---- | ---- | ---- | ---- | ---- | ---- | ---- | ---- | ---- | ---- | ---- | ---- |
| Počet obyvatel | 680  | 671  | 682  | 663  | 698  | 683  | 656  | 499  | 478  | 428  | 406  | 347  | 346  | 345  | 342  |
| Počet domů     | 140  | 142  | 142  | 129  | 129  | 125  | 137  | 140  | 125  | 119  | 110  | 130  | 132  | 140  | 147  |

## Obecní správa
Mezi lety 1850–1984 Horní Studénky byly obcí v okrese Zábřeh (1850–1950) a později v okrese Šumperk. Od 1. ledna 1985 do 23. listopadu 1990 patřily jako část města k Štítům a od 24. listopadu 1990 jsou opět samostatnou obcí.

### Obecní symboly
Znak a vlajka byly obci uděleny rozhodnutím předsedkyně Poslanecké sněmovny Parlamentu České republiky dne 26. května 2011.

## Pamětihodnosti
V katastru obce jsou evidovány tyto kulturní památky:
- Kostel svatého Linharta s areálem – renesanční jednolodní stavba ze 16. století, upravená v 18. století a 19. století; k areálu patří dále tyto památkově chráněné objekty:
  - kříž – klasicistní z roku 1814 s nápisem
  - ohradní zeď s ambity – hřbitov kolem kostela na oválném půdoryse, ohrazen ambity ze 16. století, úpravy v 18. a počátkem 19. století, ojedinělý prvek v okrese
  - kaplička – cihlová hranolová stavba, dvojstupňová, z 18. století
- Boží muka (u silnice na jižní straně vsi) – dřevěná, z poloviny 19. století

Na Olšanské hory vede křížová cesta z roku 2013.

## Rodáci
- Vladimír Přikryl (1895–1968), velitel 2. československé paradesantní brigády v SSSR, na domě č.p. 80 má umístěnu pamětní desku[9]
- František Rabenseifner (1921–1991), novinář a spisovatel, jehož dosud nevydané prózy jsou svým obsahem vázány přímo na Horní Studénky (např. trilogie Pevnost Velká Morava, odehrávající se v letech 1938–1945). Je také autorem dvoudílné monografie o Horních Studénkách (1983), jejíž strojopis je uložen v knihovně Státního okresního archivu Šumperk.
- Čeněk Ryzner (1845–1923), lékař, archeolog a sběratel

## Přírodní zajímavosti
Přírodní zvláštností jsou nálezy zkamenělých lastur, plžů a ježovek v okolí Království, svědčící, že tu kdysi bylo dno křídového moře. Na Sychrově roste přeslička bahenní, u Trojičky vachta trojlistá, pod Homolí a na dolní Pustině množství bledulí. V norách pod bludnými kameny žije jezevec lesní, k vidění je také černá zvěř i zatoulaní jeleni, hnízdí zde divoká kachna, bažanti, koroptve, vzácněji chřástalové a křepelky.
V katastru obce jsou prohlášeny dva památné stromy:
- Dub za Minářovým (dub letní)
- Lípa u kapličky svatého Linharta (lípa velkolistá)